# Soulworker
SoulWorker (Hangul: 소울워커, también conocido como SoulWorker Online) es un MMORPG gratuito de estilo anime, desarrollado por Lion Games Studios de Corea del Sur. La historia del juego se centra en un presente donde un portal, conocido como el Vacío, comienza a teletransportar demonios al mundo. Los protagonistas del juego son humanos con superpoderes obtenidos del portal al ser traídos de vuelta a su mundo, se les llama SoulWorkers.
SoulWorker tuvo su primer lanzamiento en Japón, el 6 de abril de 2016, con Hangame publicando el juego. La versión coreana fue publicada por Smilegate, el 18 de enero de 2017, mientras que la versión inglesa entró en beta abierta el 26 de febrero de 2018, con Gameforge como su publicador. Esta última versión cerró sus servicios el 30 de abril de 2021, con Lion Games abriendo un nuevo servidor el 13 de mayo de 2021, comprando todas los derechos. Esta versión solo está disponible desde Steam.

## Personajes
SoulWorker cuenta con distintos personajes jugables, que han ido aumentando desde los cuatro iniciales.

### Haru Estia
Interpretada por Lee Bo-Hee (coreano); Ai Kayano (japonés)
Haru fue devorada por el Vacío cuando trataba de salvar a su madre. Pese a su inexistente fuerza, juró esforzarse para poder proteger a los que la rodean, y nunca perdonaría el caos que se provocó. El arma de Haru es la espada Soulum.

### Erwin Arclight
Interpretado por Park Seong-tae (coreano); Hiro Shimono (japonés)
Erwin es un chico de 18 años, usuario de la Gun Jazz. Puede utilizar sus pistolas dobles para hacer devastadores ataques como Sky High y Soulcaster. Su gran fama como estrella de la televisión le aportó su suprema confianza, que muchas veces se choca con su curiosidad; arriesgándose en situaciones peligrosas constantemente.

### Lily Bloommerchen
Interpretada por Kim Hyeon-ji (coreano); Ibuki Kido (japonés)
Durante el ataque de los demonios hace 15 años, la hermana de Lily fue asesinada. Esto resultó en la pérdida de cordura de la protagonista; con su alma manifestándose como el Mist Scythe. El estilo de lucha de Lily es bastante bruto; utilizando habilidades como Carnage y Guillotine para acabar con la vida de sus enemigos.

### Stella Unibell
Interpretada por Lee Jae-hyun (coreano); Risa Taneda (japonés)
Acusada de causar la crisis del Vacío, Stella es obligada a dejar la ciudad. Cuando finalmente retorna tras el desastre, decide luchar para proteger a los que aún pueda y no causar más desgracias a sus seres queridos. Su alma se comunica mediante su Howling Guitar, capaz de provocar gran daño a sus enemigos. Dentro de su guitarra descansa un demonio conocido como 'Fuu-chan' capaz de provocar masivos ataques con tal de proteger a Stella a todo coste.

### Jin Seipatsu
Interpretado por Kim Hye-seong (coreano); Tomoaki Maeno (japonés)
Jin es un chico de 17 años especializado en el uso de las Spirit Arms. Como luchador defensivo entrenado, Jin es capaz de aportar una gran cantidad de habilidades aprendidas en sus trifulcas al campo de batalla.

### Iris Yuma
Interpretada por Park Shin-hee (coreano); Ai Kakuma (japonés)
Iris es la hija más joven de la tradicional y poderosa familia Yuma. Como la futura sucesora, fue forzada a cumplir con los estándares de su familia desde muy temprana edad. Durante los eventos catastróficos, su familia murió y ella fue absorbida por el vacío. Iris utiliza un martillo capaz de encargarse de sus enemigos tanto desde corta como desde larga distancia.

### Chii Aruel
Interpretada por Lee Jihyun (coreano); Taketatsu Ayana (japonés)
Chii es una SoulDreg la cual tomó el alma de un gato para poseerlo. Se encontró con Aruel, con la que desarrolló una conexión muy especial, la cual fue cruelmente asesinada, por lo que Chii decidió fusionarse con ella antes de perder su memoria, ya que no pudo salvarla por no ser humana. Utiliza una katana y su autocura de sus ataques.

### Ephnel
Interpretada por Kim Hyunsim (coreano); Ayane Sakura (japonés)
Ephnel es una hija de la miseria, pasó graves crisis desde pequeña y muy mala infancia, sus padres la acabaron vendiendo al servicio militar donde experimentar con ella, aunque logró evitar su muerte varias veces. Esperando su final, acaba convirtiéndose en SoulWorker, y aprovecha su nueva oportunidad para renacer, cambiando su nombre a F.N-el y empezando su nueva vida. Utiliza una lanza como su arma, además de tener cierto control sobre el viento.